# César Malnatti
César Horacio Malnatti (27 de julio de 1933 La Plata, Provincia de Buenos Aires - 5 de agosto de 1973, Pergamino, Provincia de Buenos Aires) fue un piloto argentino de automovilismo de velocidad. Compitió durante toda su trayectoria y de manera exclusiva en el Turismo Carretera, categoría a la que llegara en la década del '60.
A pesar de haber nacido en La Plata, representó durante gran parte de su carrera a la localidad de San Miguel y residió un tiempo en Arrecifes, donde conseguiría contactar con Carlos Pairetti, quien supiera ayudarlo en su carrera deportiva.

## Carrera
Su primera victoria la obtiene el 15 de mayo de 1966 en la Vuelta de Santa Fe con un Chevrolet Máster en un circuito que abarcaba Venado Tuerto, Firmat, Elortondo, Carmen y Venado Tuerto y que fuera recorrido en 5 oportunidades. Su triunfo alegró a mucha gente que le reconocía méritos como piloto y, especialmente, como persona; fue uno de los pilotos más queridos en la historia del TC. Uno de los más grandes periodistas de automovilismo, Miguel Ángel Merlo, en 1970, le expresó a su colega Juan Carlutti: "Malnatti es uno de los más talentosos pilotos que hoy tiene la Argentina; lo vi conducir en una clasificación de la Vuelta de Hugues y quedé asombrado de su capacidad para conducir; seguramente no se lo valora porque es un gordo bueno". El reconocido periodista Juan Carlutti, nacido en Elortondo, Santa Fe, y radicado desde los 8 años en San Miguel, Buenos Aires, era amigo de Malnatti, a quien trató por muchos años por vivir ambos en San Miguel y porque Juan Carlutti era cliente del almacén que atendía el tío del piloto, José Calvo, en Mitre y Sarmiento, donde César también despachaba al público. Asimismo, Carlutti asistió a esa primera victoria desde Elortondo, su pueblo natal. Malnatti corrió con el número 13. A su regreso a San Miguel, Malnatti fue recibido por una multitud que lo agasajó en la explanada de la Municipalidad de General Sarmiento, en San Miguel, y el acto de homenaje fue conducido por el periodista Jorge Aliaga, que vivía en San Miguel, y que transmitía las carreras de T.C. desde el avión para Radio Rivadavia. En total, Malnatti  obtuvo 6 triunfos.
Fue subcampeón de TC en el año 1970, dentro de la denominada Fórmula A del TC, compitiendo con un Torino 380 W y compartiendo equipo con Luis Rubén Di Palma, quien se consagraría campeón en ese torneo. Arrancó su carrera compitiendo con un Chevrolet Master, que sufriera diferentes tipos de modificaciones tanto estéticas como mecánicas. En 1966, se convirtió en piloto oficial de Industrias Kaiser Argentina ya que, a pesar de seguir corriendo con su Chevrolet, comenzó a competir con impulsores Tornado, provenientes de los automóviles Torino 380 W, con los que equipaba a su coche. A partir de 1967, y con el advenimiento del nuevo reglamento técnico del TC, cambió definitivamente de marca al pasar a competir con un Torino 380 W con apoyo semioficial. En 1973, volvería a cambiar de marca al decidir probar suerte con un Dodge GTX.

### Muerte

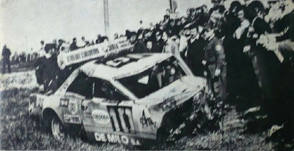
Dodge de Malnatti luego del fatal accidente.

Falleció el 5 de agosto de 1973 en la localidad de Pergamino, víctima de un brutal accidente mientras competía en la denominada Vuelta de Pergamino. En ese momento, venía disputando una posición con un juvenil Juan María Traverso en sus espaldas, cuando en una curva llegando a la Ruta 188, Traverso lo encierra y su unidad despegó perdiendo el control y saliéndose del camino. En la banquina se encontraba una alcantarilla que actuó como un embudo por donde se incrustó el vehículo, partiéndose en dos partes. La sección que incluía el tren delantero y el motor voló hacia el público que se encontraba a la vera del camino, mientras que el resto del carrozado continuó su trayectoria efectuando una serie de vueltas de campana. Por la potencia del golpe, Malnatti falleció de manera instantánea. Del accidente también resultó víctima fatal su copiloto Miguel Ángel Gorosito.
Sus números finales en el TC arrojaron 6 victorias finales (1 con Chevrolet, 4 con Torino y 1 con Dodge), un subcampeonato (Fórmula A de 1970, con Torino) y tres marcas con las que participó (Chevrolet, Torino y Dodge).
Homenajes :
Posee un monumento que había sido instalado en la entrada de la ciudad de San Miguel en 1973, en Av Mitre y Ruta 8, después fue trasladado a la entrada de la cancha del Club Atlético San Miguel en los Polvorines, cuando el partido de General Sarmiento se divide y después de años de abandono fue recuperado y reinstalado en el Corredor Aerobico de Muñiz y fue restaurado en 2021 y reinaugurado por el grupo de historia local " Mi Antiguo San Miguel" , grupo que en al actualidad custodia y mantiene el monumento en perfecto estado.
En la localidad de San Miguel una calle lo recuerda, su nombre cambia al cruzar la calle Pardo, para llamarse con el nombre de su copiloto, Miguel Ángel Gorocito.

## Trayectoria deportiva
| Año  | Categoría                              | Marca             |
| ---- | -------------------------------------- | ----------------- |
| 1960 | Turismo Carretera                      | Chevrolet Master  |
| 1961 | Turismo Carretera                      | Chevrolet Master  |
| 1962 | Turismo Carretera                      | Chevrolet Master  |
| 1963 | Turismo Carretera                      | Chevrolet Master  |
| 1964 | Turismo Carretera                      | Chevrolet Master  |
| 1965 | Turismo Carretera                      | Chevrolet Master  |
| 1966 | Turismo Carretera                      | Chevrolet Master  |
| 1966 | Turismo Carretera                      | Chevrolet-Tornado |
| 1967 | Turismo Carretera                      | Torino 380 W      |
| 1968 | Turismo Carretera                      | Torino 380 W      |
| 1969 | Turismo Carretera                      | Torino 380 W      |
| 1970 | Subcampeón Turismo Carretera Fórmula A | Torino 380 W      |
| 1971 | Turismo Carretera                      | Torino 380 W      |
| 1972 | Turismo Carretera                      | Torino 380 W      |
| 1973 | Turismo Carretera                      | Dodge GTX         |

## Palmarés
| Título     | Categoría                   | Marca        | Año  |
| ---------- | --------------------------- | ------------ | ---- |
| Subcampeón | Turismo Carretera Fórmula A | Torino 380 W | 1970 |

### Victorias en el TC
| # | Fecha                   | Carrera                | Marca            | Promedio |
| - | ----------------------- | ---------------------- | ---------------- | -------- |
| 1 | 15 de mayo de 1966      | Vuelta de Santa Fe     | Chevrolet Master | 175,482  |
| 2 | 24 de mayo de 1970      | Vuelta de Salto (*)    | Torino 380 W     | 181,876  |
| 3 | 07 de junio de 1970     | Vuelta de Santa Fe (*) | Torino 380 W     | 185,454  |
| 4 | 22 de noviembre de 1970 | Vuelta de Hughes (*)   | Torino 380 W     | 197,697  |
| 5 | 03 de octubre de 1971   | Vuelta de Santa Fe     | Torino 380 W     | 205.520  |
| 6 | 01 de julio de 1973     | Vuelta de Chivilcoy    | Dodge GTX        | 230,541  |

Total: 6 victorias entre 1966 y 1973.
(*): Carreras válidas por el Campeonato Argentino de Fórmula A del TC, de 1970.